# HVAC

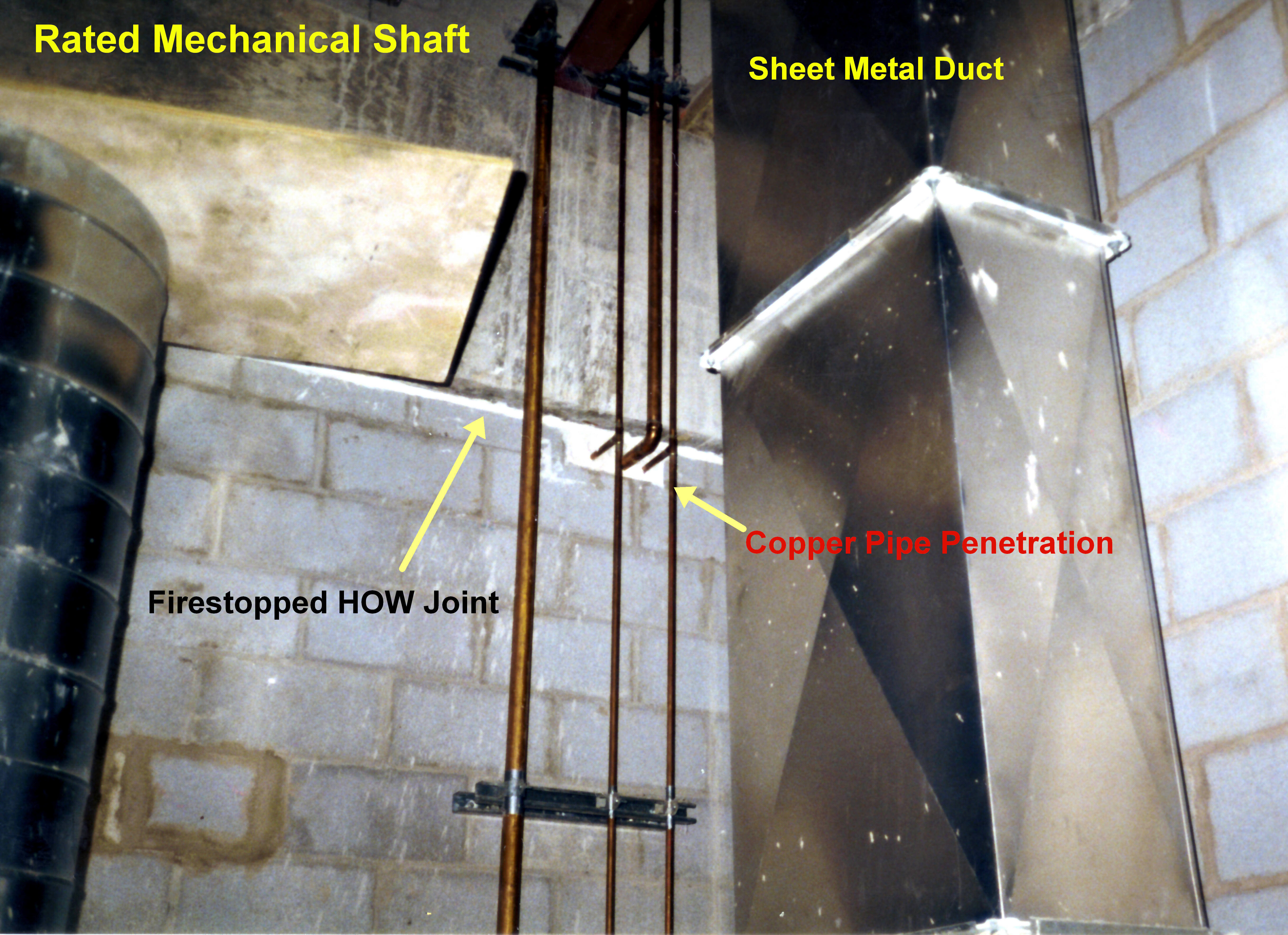
Condotta HVAC

HVAC è una sigla inglese, molto usata in tutti i campi dell'industria, che sta per Heating, Ventilation and Air Conditioning, ovvero "riscaldamento, ventilazione e condizionamento dell'aria".
L'insieme di queste tre tematiche, pur se di largo interesse in tutti i campi della progettazione (civile, automobilistica, aeronautica, ecc.) non trova una traduzione 'esatta' nella lingua italiana. Più spesso ci si riferisce a sinonimi, quali ad esempio condizionamento ambientale o comfort ambientale, con una leggera distinzione tra i due termini, in quanto il primo dovrebbe essere maggiormente indirizzato allo studio e alla progettazione degli impianti atti ad ottenere il comfort ambientale. Anche per questo, risulta di uso abbastanza comune il termine HVAC. 
La sigla può essere estesa a HVACR, dove la R indica Refrigeration (refrigerazione).

## Storia
Sebbene la progettazione di sistemi HVAC si basi su tematiche tecniche (quali la fluidodinamica e la termodinamica) ben presenti da anni in diversi campi della progettazione, è solo negli ultimi tempi che le richieste del mercato e delle normative hanno spinto in avanti gli studi in questo settore.
Gli studi sul condizionamento nascono essenzialmente nel campo dell'ingegneria civile (si pensi ad esempio al problema del condizionamento nei grattacieli o nei grandi aeroporti), per estendersi molto rapidamente all'industria aeronautica, automobilistica, ferroviaria e, in generale dei mezzi di trasporto.